# Route 202 (Québec)
Pour les articles homonymes, voir Route 202.
La route 202 (R-202) est une route régionale québécoise d'orientation est / ouest située sur la rive sud du fleuve Saint-Laurent. Elle dessert les régions de la Montérégie et de l'Estrie.

## Tracé
La route 202 débute sur la rive sud du fleuve Saint-Laurent à Sainte-Barbe en se dirigeant vers le sud-est. À partir d'Hinchinbrooke, elle adopte une orientation est jusqu'à Dunham. Dans cette section, elle longe la frontière américaine en se trouvant, en moyenne, à 8 kilomètres au nord. À Dunham, elle adopte une orientation vers le nord-est jusqu'à son extrémité est, à Cowansville.

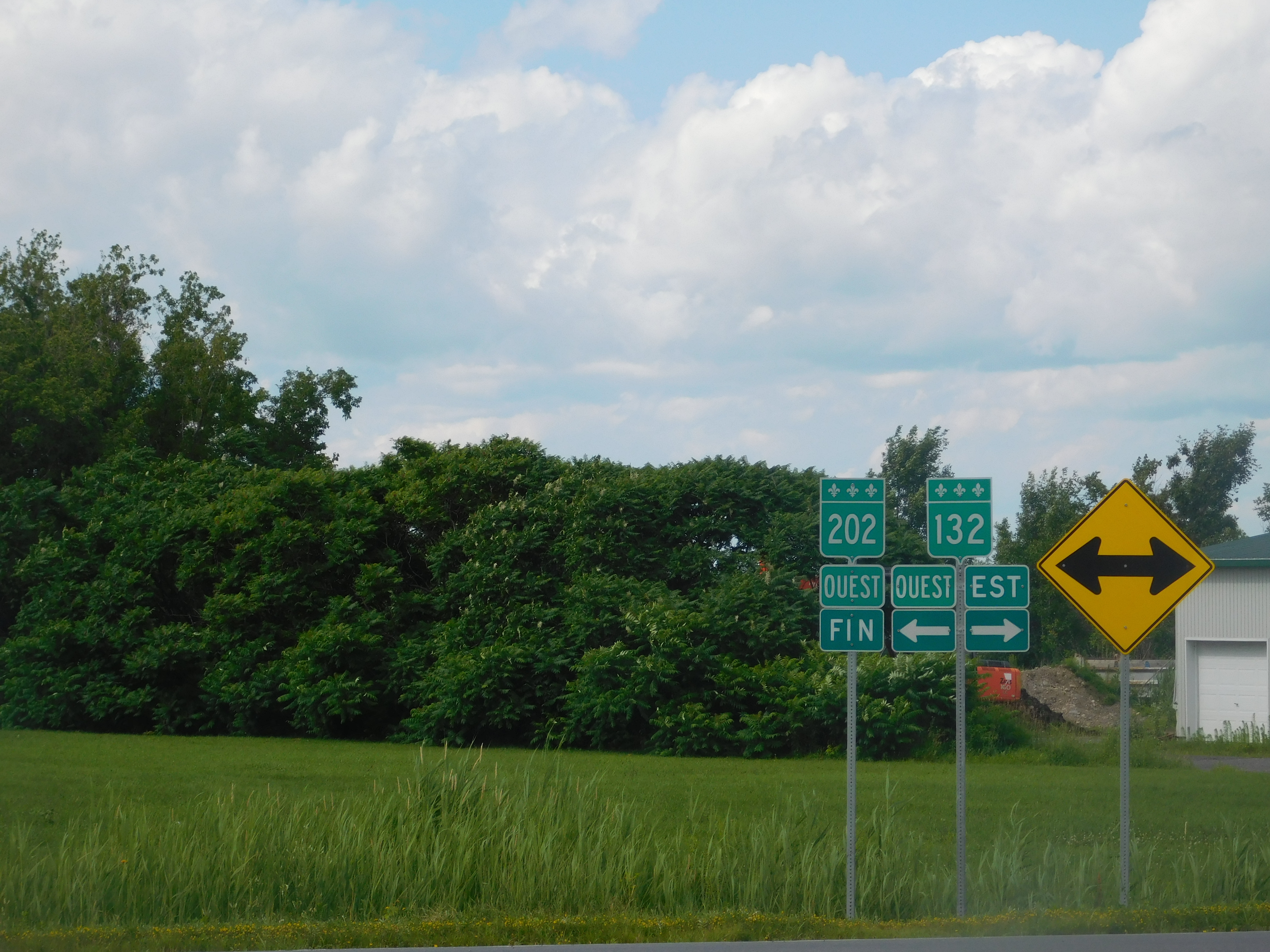
Extrémité ouest, à la jonction de la route 132 à Sainte-Barbe.
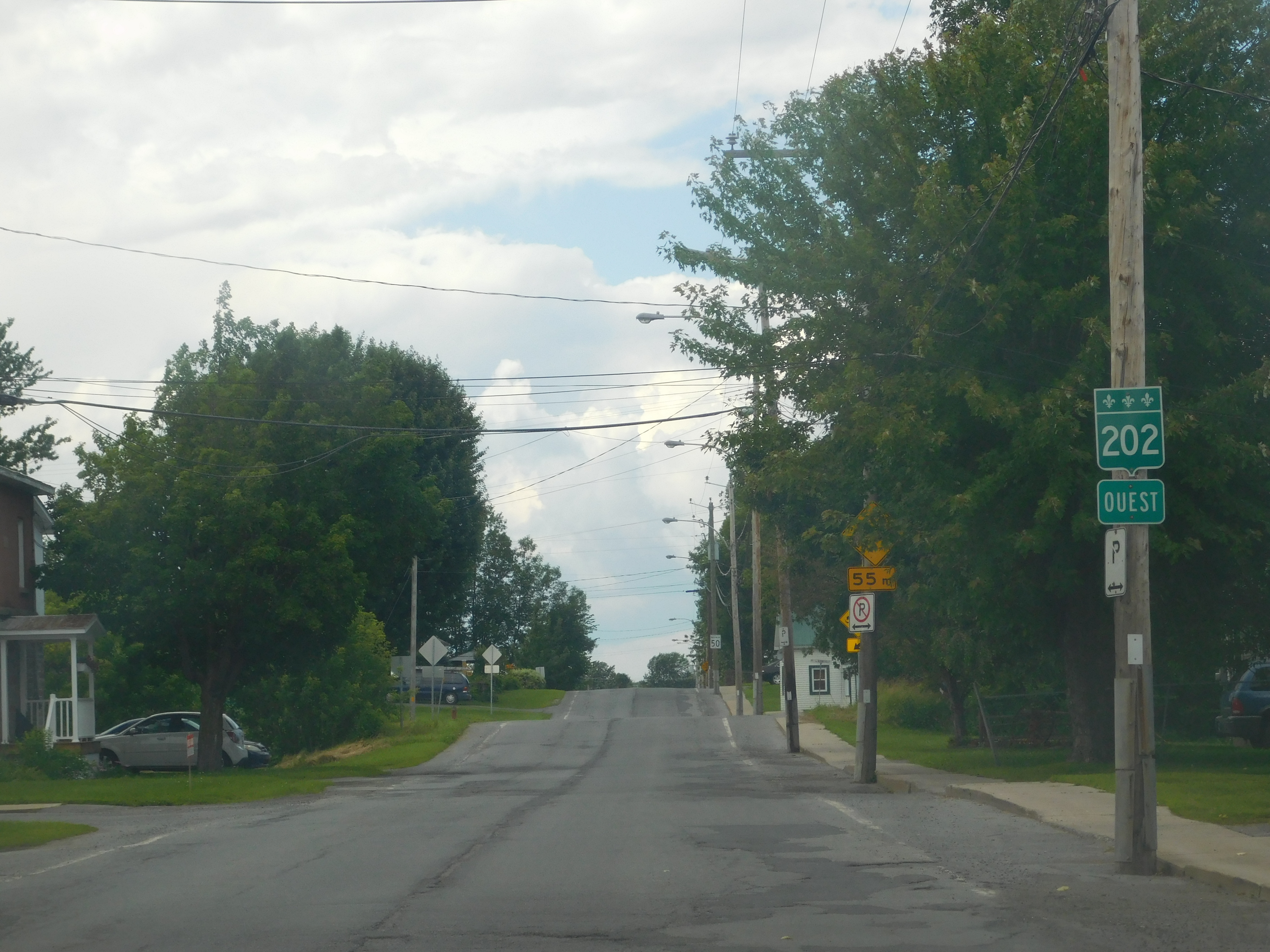
Rue F.-Cleyn, tronçon de la route 202, à Huntingdon.
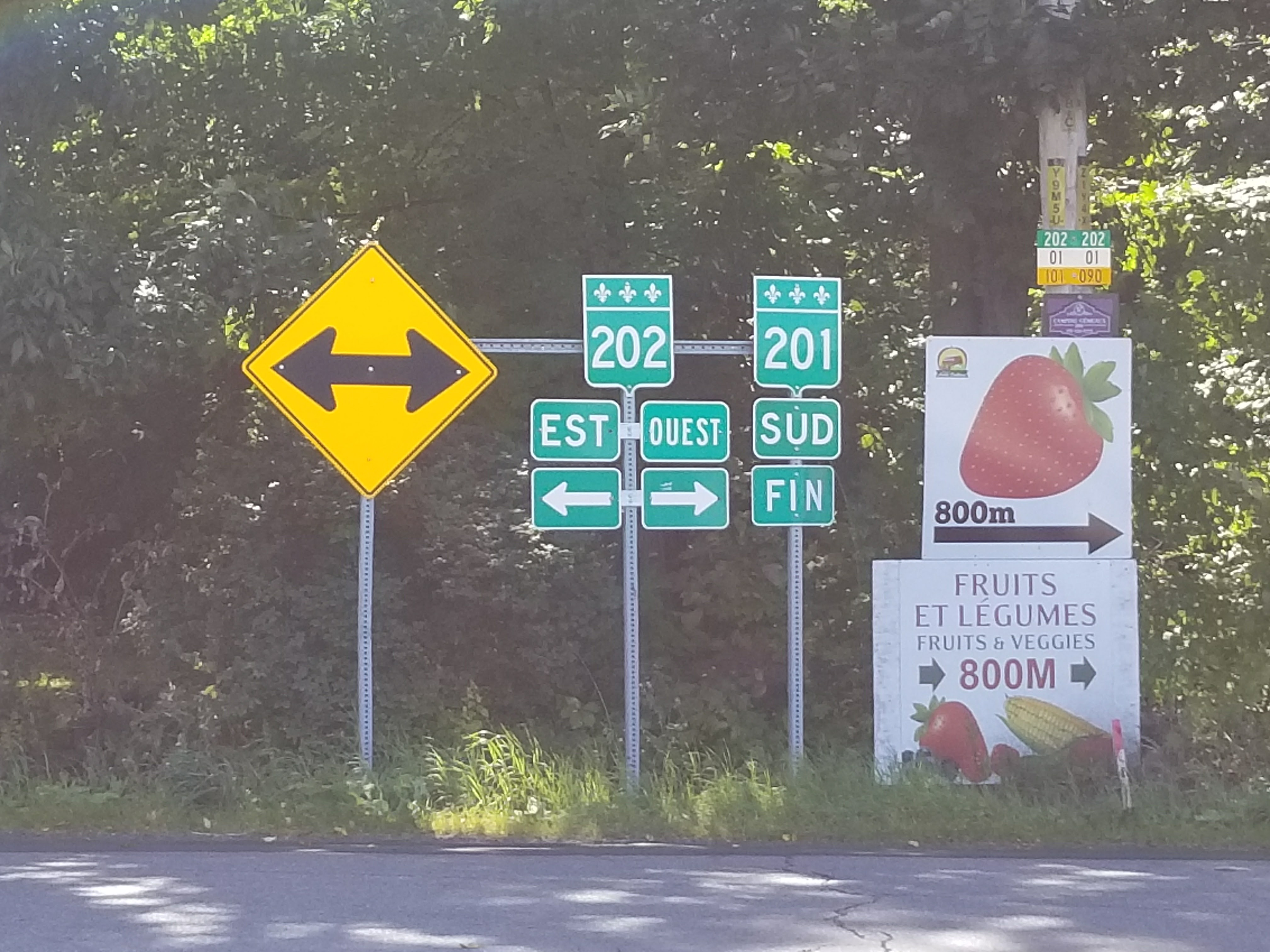
Intersection avec la route 201 dans le hameau de Maritana à Franklin.
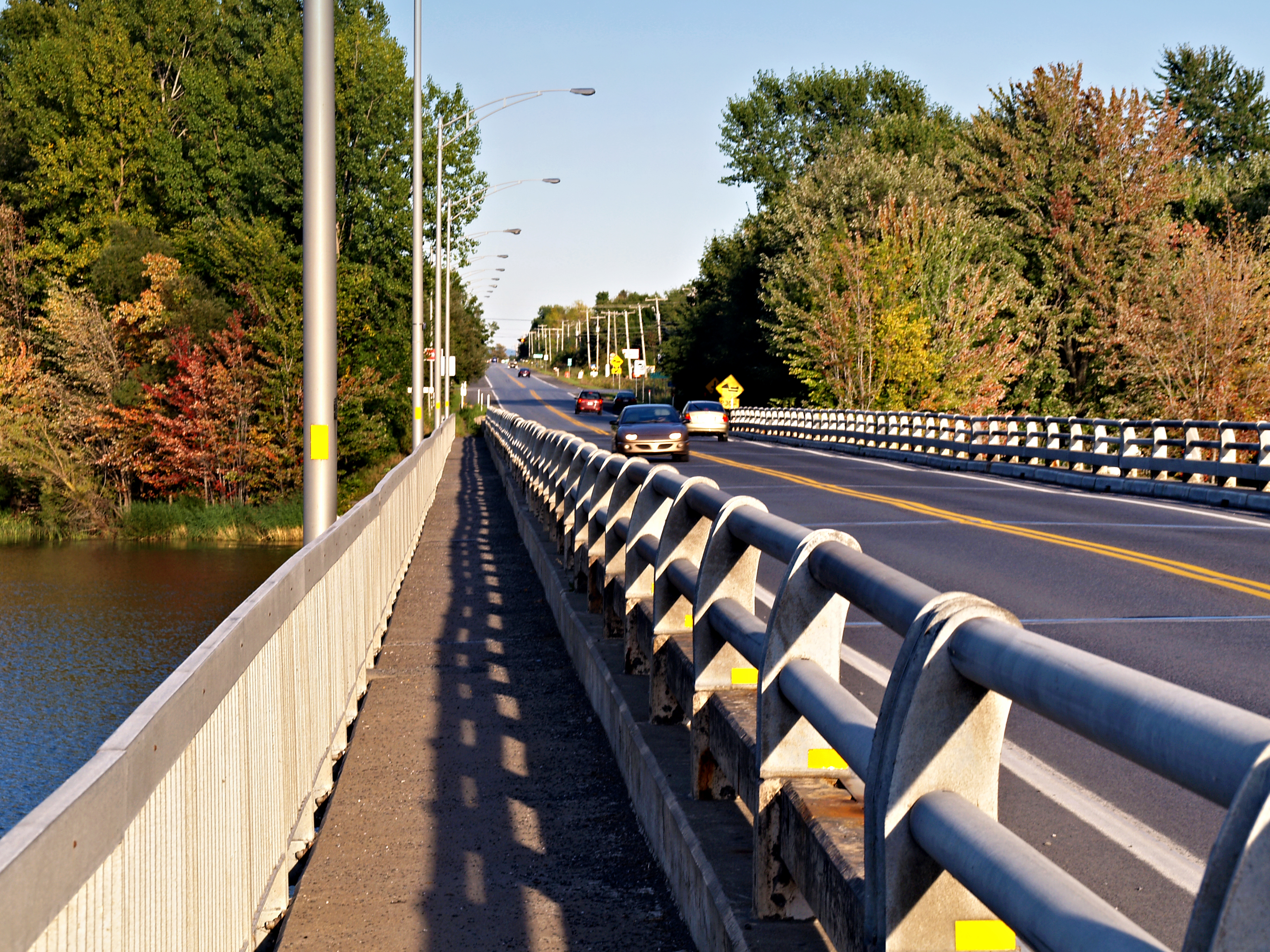
Le pont Jean-Jacques Bertrand à Noyan où la route 202 enjambe la rivière Richelieu.
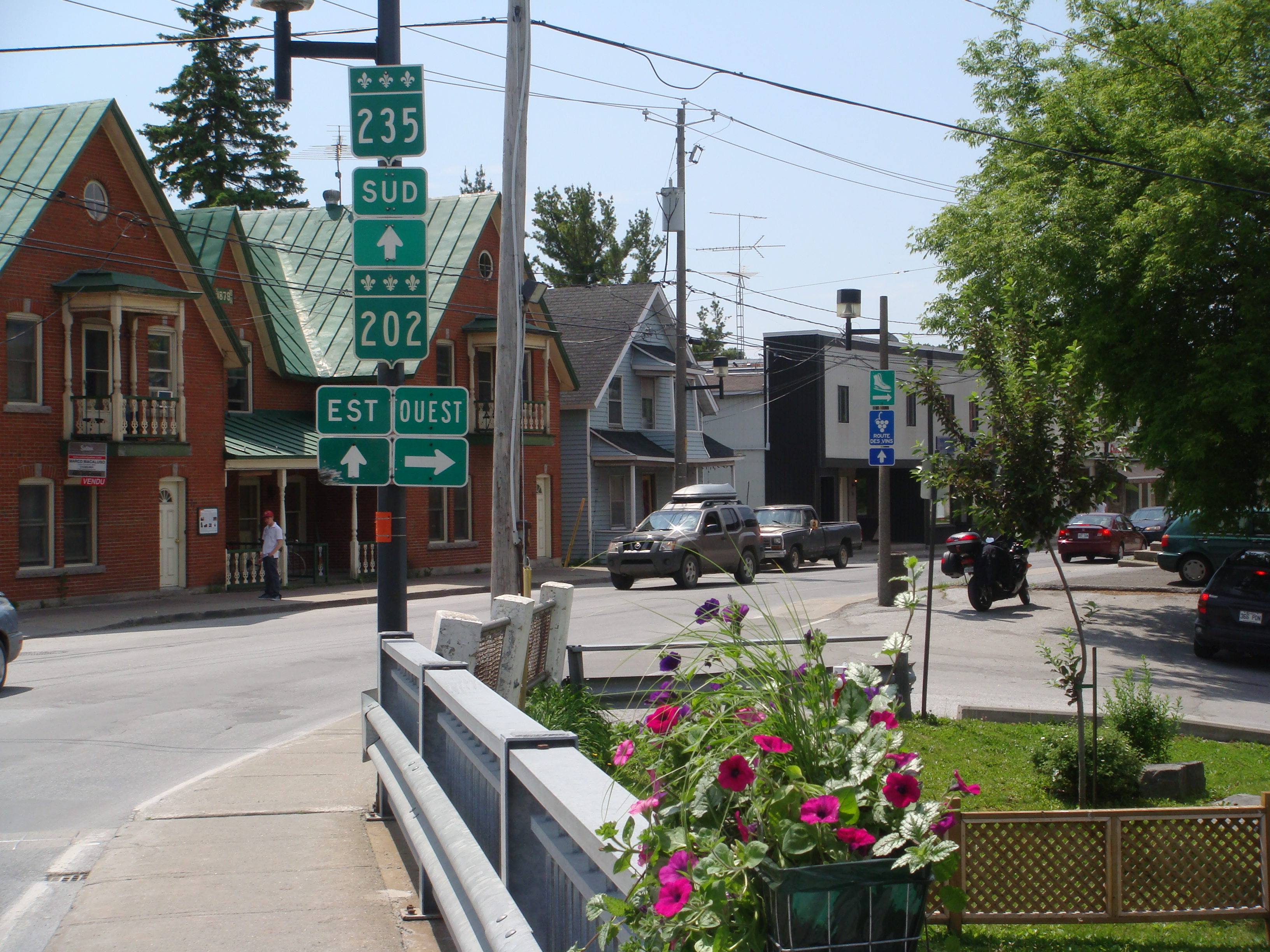
La route 202 est concomitante avec la route 235 et la route des Vins à Bedford.
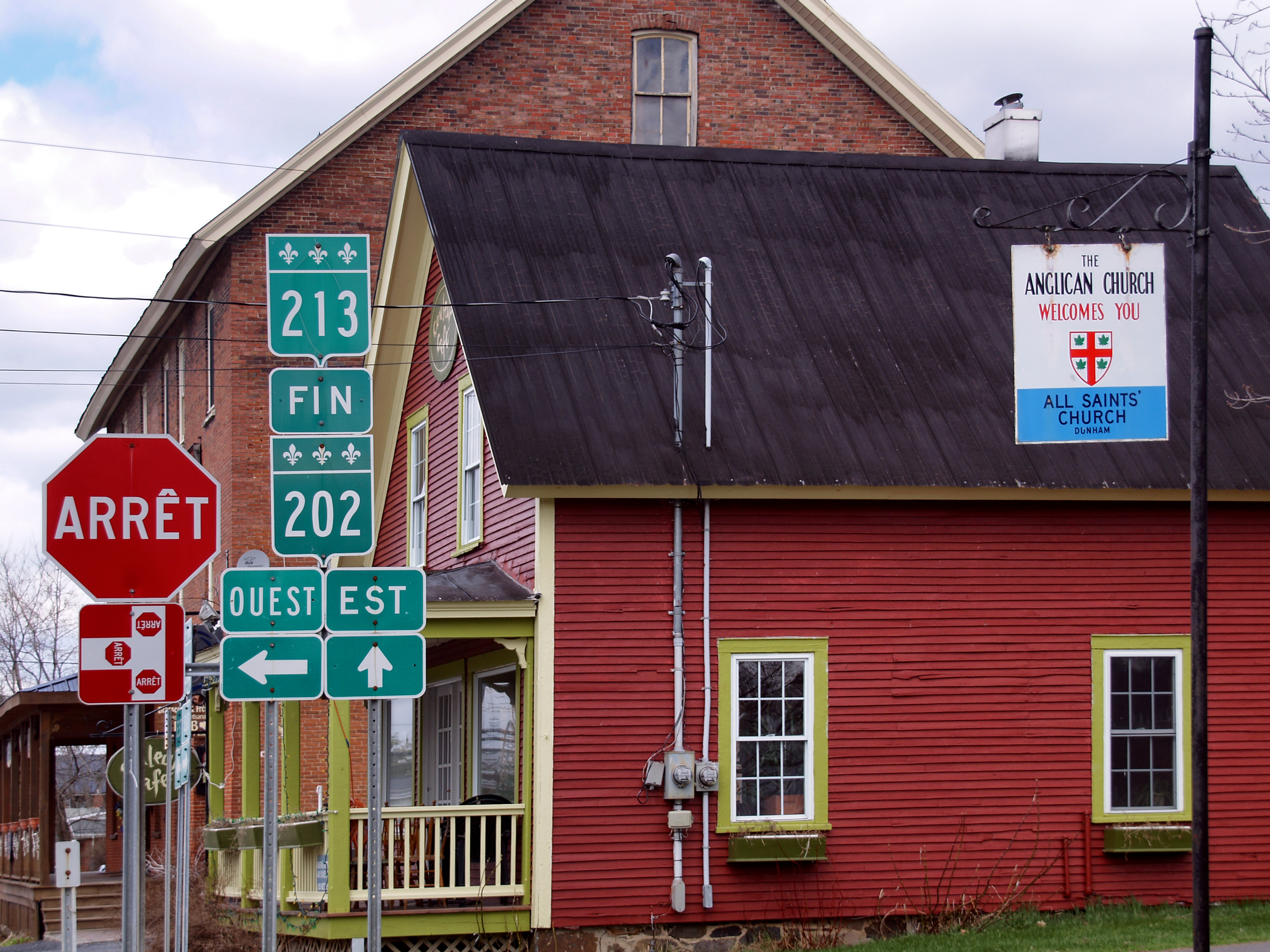
Intersection avec la route 213 à Dunham.

## Localités traversées (d'ouest en est)
Liste des municipalités dont le territoire est traversé par la route 202, regroupées par municipalité régionale de comté.

### Montérégie
Le Haut-Saint-Laurent
- Sainte-Barbe
- Godmanchester
- Huntingdon
- Hinchinbrooke
- Franklin
- Havelock

Les Jardins-de-Napierville
- Hemmingford (Canton)
- Hemmingford (Village)
- Saint-Bernard-de-Lacolle

Le Haut-Richelieu
- Lacolle
- Noyan
- Clarenceville
- Venise-en-Québec

### Estrie
Brome-Missisquoi
- Pike River
- Stanbridge Station
- Bedford (Canton)
- Bedford (Ville)
- Stanbridge East
- Dunham
- Cowansville

## Intersections majeures
| MRC                        | Municipalité             | km     | Destinations                                                                      | Notes                                                                                               |
| -------------------------- | ------------------------ | ------ | --------------------------------------------------------------------------------- | --------------------------------------------------------------------------------------------------- |
| Le Haut-Richelieu          | Sainte-Barbe             | 0,00   | R-132 – Saint-Stanislas-de-Kostka, Saint-Anicet, Salaberry-de-Valleyfield         | |
| Le Haut-Richelieu          | Huntingdon               | 10,00  | R-138 est – Ormstown                                                              | Terminus ouest du multiplex avec la R-138                                                           |
| Le Haut-Richelieu          | Huntingdon               | 10,30  | R-138 ouest – New York                                                            | Terminus est du multiplex avec la R-138                                                             |
| Le Haut-Richelieu          | Hinchinbrooke            | 20,00  | Chemin Herdman – New York                                                         | |
| Le Haut-Richelieu          | Franklin                 | 33,80  | R-209 – New York, Saint-Chrysostome                                               | |
| Le Haut-Richelieu          | Franklin                 | 38,60  | R-201 nord – Ormstown, Salaberry-de-Valleyfield                                   | Salaberry-de-Valleyfield indiqué en direction ouest seulement; terminus sud de la R-201             |
| Le Haut-Richelieu          | Havelock                 | 47,10  | R-203 – New York, Saint-Chrysostome                                               | |
| Les Jardins-de-Napierville | Hemmingford              | 60,50  | R-219 – Saint-Patrice-de-Sherrington, New York                                    | |
| Les Jardins-de-Napierville | Saint-Bernard-de-Lacolle | 72,80  | A-15 vers I-87 sud – New York, Montréal                                           | Sortie 6 de l'A-15                                                                                  |
| Les Jardins-de-Napierville | Saint-Bernard-de-Lacolle | 74,70  | R-217                                                                             | Aucune indication                                                                                   |
| Le Haut-Richelieu          | Lacolle                  | 79,10  | R-221 sud – New York                                                              | Terminus ouest du multiplex avec la R-221                                                           |
| Le Haut-Richelieu          | Lacolle                  | 80,30  | R-221 nord – Lacolle, Napierville                                                 | Terminus est du multiplex avec la R-221; Lacolle indiqué en direction ouest seulement               |
| Le Haut-Richelieu          | Lacolle                  | 83,00  | R-223 – Rouses Point (NY), Saint-Jean-sur-Richelieu, Saint-Paul-de-l'Île-aux-Noix | Rouses Point (NY) indiqué en direction est, Saint-Paul-de-l'Île-aux-Noix indiqué en direction ouest |
| Le Haut-Richelieu          | Clarenceville            | 86,50  | R-225 – Vermont, Sainte-Anne-de-Sabrevois                                         | |
| Le Haut-Richelieu          | Venise-en-Québec         | 100,00 | R-227 nord vers A-35 – Saint-Sébastien, Montréal                                  | Terminus sud de la R-227                                                                            |
| Brome-Missisquoi           | Pike River               | 109,10 | R-133 nord – Saint-Jean-sur-Richelieu                                             | Terminus ouest du multiplex avec la R-133                                                           |
| Brome-Missisquoi           | Pike River               | 110,00 | R-133 sud – Vermont                                                               | Terminus est du multiplex avec la R-133                                                             |
| Brome-Missisquoi           | Bedford                  | 116,50 | R-235 nord – Farnham                                                              | Terminus ouest du multiplex avec la R-235                                                           |
| Brome-Missisquoi           | Bedford                  | 116,60 | R-235 sud – Saint-Armand                                                          | Terminus est du multiplex avec la R-235                                                             |
| Brome-Missisquoi           | Standbridge East         | 123,00 | R-237 sud – Frelighsburg                                                          | Terminus nord de la R-237                                                                           |
| Brome-Missisquoi           | Dunham                   | 132,70 | R-213 sud – Frelighsburg                                                          | Terminus nord de la R-213                                                                           |
| Brome-Missisquoi           | Cowansville              | 140,50 | R-104 / R-139 – Granby, Lac-Brome                                                 | |
| - Terminus de multiplex    |                          |        |                                                                                   | |